# Ein starkes Team: Braunauge
Braunauge ist ein deutscher Fernsehfilm von Jakob Schäuffelen aus dem Jahr 1999. Es handelt sich um die 13. Folge der Krimiserie Ein starkes Team mit Maja Maranow und Florian Martens in den Hauptrollen.

## Handlung
Der Leiter des SEK, Lothar Reddemann, hat wegen der unkonventionellen Ermittlungsmethoden seiner Mitarbeiter Ärger mit der Staatsanwaltschaft. Nach diversen Dienstaufsichtsbeschwerden gegen Otto Garber, Verena Berthold und die anderen Kollegen droht sogar die komplette Auflösung der Abteilung. Zur gleichen Zeit ist das Ehepaar Sadbera und Mustafa Hadzic, serbische Flüchtlinge aus dem Jugoslawienkrieg, mit Sohn Admir beim Einkauf in einem großen Supermarkt. Plötzlich hat Sadbera eine Begegnung, die sie in Schockstarre versetzt. Sie hat in einem anderen Kunden Milan Petkovicz erkannt. Petkowicz war während des Krieges Kommandant eines Gefangenenlagers, in dem auch die Familie Hadzic interniert war. Als „General Braunauge“ war Petkovicz für seine Grausamkeit bekannt und berüchtigt. Am folgenden Morgen wollen Sadbera und Mustafa Anzeige gegen Petkovicz erstatten. Im Eingang des Reviers begegnen sie Otto Garber, der ihnen den Weg zur Anzeigenannahme weist. Als der diensthabende Beamte gerade die ersten Notizen macht, verlässt Sadbera, gefolgt von ihrem Mann, fluchtartig das Revier. Die Angst vor Petkovicz und seinen Helfern ist größer als der Wunsch nach Gerechtigkeit. Tags darauf wird Mustafa Hadzic ertrunken am Ufer der Havel aufgefunden. Die Gerichtsmedizinerin stellt keine Fremdeinwirkung, aber einen hohen Alkoholspiegel fest, also Tod durch Ertrinken infolge eines Unfalls. Trotzdem möchte Otto noch klären, warum Mustafa genau einen Tag vor seinem Unfall auf dem Polizeirevier war. In den Notizen des Beamten finden sich nur die Worte „Milan Petkovicz“ und „Braunauge“. Reddemann sieht jetzt die große Chance, sich und sein Team zu rehabilitieren. Der Name „Braunauge“ ist ihm von den internationalen Fahndungslisten bekannt, und jetzt gibt es erstmals einen Hinweis auf die Identität des Gesuchten. Die Verhaftung eines solchen Kriegsverbrechers wäre ein riesiger Erfolg, der die kleinen Sünden der Vergangenheit ausbügeln würde. Das SEK wird auch tatsächlich mit den Ermittlungen beauftragt, allerdings mit einer Bedingung: Die Gruppe wird unter Beobachtung durch die Psychologin Dr. Blasch ermitteln. Frau Dr. Blasch soll anschließend der Staatsanwaltschaft einen Bericht mit Empfehlungen für die zukünftige Entwicklung der Abteilung abgeben.
Petkovicz wird zum Verhör vorgeladen, streitet aber jegliche Verbindung zu einem General Braunauge ab. Die wenigen bekannten Fakten, die es zu dem geheimnisvollen Lagerkommandanten gibt, reichen nicht aus, um Petkovicz das Gegenteil zu beweisen. Sadbera lehnt jetzt, nach Mustafas Tod, jede Zusammenarbeit mit den Ermittlern kategorisch ab. Es bleibt nur die Hoffnung, undercover an Petkovicz oder dessen Mitwisser heranzukommen. Petkovicz betreibt beruflich eine in Neonazi-Kreisen bekannte Kampfsportschule, in der sich Otto zum Training anmeldet. Anschließend lädt er Petkovic und dessen rechte Hand Heinz Eberhard in eine Kneipe ein. Petkovicz bleibt dabei sehr auf Distanz und verabschiedet sich höflich nach dem ersten Bier. Heinz ist zwar etwas lockerer, gibt aber keinerlei Informationen über sich oder Petkovicz preis. Otto setzt also zusätzlich noch Sputnik auf den Fall an, der sehr viele Kontakte aus seiner Zeit im Polizeidienst der DDR hat. Der begibt sich auch tatsächlich in eine bekannte Neonazi-Kneipe, wo er einen früheren Polizeispitzel aushorchen will. Die Aktion geht gründlich schief. Der vermeintliche Informant outet Sputnik vor den anderen Gästen und der ist froh, als er mit nur geringen Blessuren aus der Kneipe flüchten kann.
Als letzten Versuch lädt Otto dann Heinz Eberhard zu sich nach Hause ein. Die Wohnung hat er extra mit vielen Nazi-Symbolen dekoriert. Otto mischt Heinz ausreichend Wodka in seine Cola, um ihn gesprächig zu machen. Und tatsächlich erzählt der dann ausführlich über seine Zeit als Söldner unter Petkovicz im Balkankrieg. Ottos Plan, Eberhard am nächsten Tag zum Verhör ins Revier zu holen, schlägt aber fehl. Eberhard liegt morgens durch eine Gasvergiftung tot in seiner Wohnung.
Stattdessen sitzt aber Sadbera im Verhörzimmer. Sie hatte spät abends, mit einem Spaten bewaffnet, Petkovicz in dessen Hausgarten angegriffen. Unter dem Druck des Verhörs beginnt sie endlich, ihre Geschichte zu erzählen. Sie ist aber von den damaligen Ereignissen so traumatisiert, dass ihre Aussage eher wie die Erzählung eines Traums erscheint. Sie redet völlig wirr und widersprüchlich, so als ob sie selbst nicht zurechnungsfähig sei. Als Zeugin der Anklage ist sie jedenfalls nicht brauchbar.
Trotzdem möchte Sedbera unbedingt, dass Petkovicz für seine Verbrechen zur Verantwortung gezogen wird. Sie lauert Petkovicz erneut spät abends auf, diesmal vor seiner Kampfsportschule. Jetzt fordert sie Schweigegeld von ihm. Er soll 50.000 Mark bezahlen, damit sie in Zukunft den Mund über die Vergangenheit hält. Es ist dunkel, die beiden sind alleine, kein Mensch weit und breit. Da kann sich Petkovicz nicht verkneifen, sein früheres Opfer wieder zu demütigen und zu verhöhnen. Sarkastisch erinnert er Sadbera an die Zeit im Lager, wo er sie als Lustsklavin benutzt und mehrfach vergewaltigt hatte. Erst als plötzlich Scheinwerfer aufleuchten, erkennt er, dass man ihm eine Falle gestellt hatte. Er wird verhaftet und an den Internationalen Strafgerichtshof nach Den Haag überstellt.
Nur ein negativer Bericht seitens Frau Dr. Busch könnte eine vollständige Rehabilitierung des SEK jetzt noch verhindern. Zum Glück ist Otto Garber ein unwiderstehlicher Frauenheld. Nach einer amourösen Nacht mit Frau Dr. Busch erinnert er seine Bettgenossin, dass der gemeinsame One-Night-Stand doch besser nicht bekannt werden sollte. Der Abschlussbericht ist jedenfalls voll des Lobs über das SEK und all seine Mitglieder.

## Drehorte (Auswahl)
- Die Wohnung der Familie Hadzic war im ehemaligen Wohnheim für Vertragsarbeiter in der Wartenberger Straße 8–10
- Die Fundstelle von Mustafas Leiche war am Ostufer der Havel bei der Spandauer-See-Bruecke
- Die Kneipe, in der Otto sich mit Petkovicz und Eberhard trifft, war die Gaststätte des Kino "Nord" in der Greifenhagener Straße 32, heute das Kino "Krokodil", siehe Liste der Kinos in Berlin-Prenzlauer Berg
- Die Neonazi-Kneipe wurde im "Greifenhagener Eck" in der Greifenhagener Straße 38 gedreht
- Sputniks Parfüm-Discount war am Osthafen in der Stralauer Alle 10, heute ist dort das Modezentrum "Labels Berlin 1"

## Hintergrund
Braunauge wurde in Berlin gedreht und am 29. Mai 1999 um 20:15 Uhr im ZDF erstausgestrahlt.
Sputnik, dessen Rolle als Geschäftsmann in der Serie als ein Running Gag angelegt ist, hat in dieser Folge einen Discountshop für Parfüme eröffnet.

## Kritik
Die Kritiker der Fernsehzeitschrift TV Spielfilm meinen, der Regisseur „Jakob Schäuffelen vollzieht einen eindrucksvollen Drahtseilakt. Er webt das heikle Thema Balkan-Krieg in eine Krimistory ein, ohne die Brisanz zu schmälern. Eine große Hilfe ist ihm seine Darstellerregie, aus der Oana Solomonescu herausragt.“ Fazit: „Bravouröser Krimi mit brisantem Inhalt.“